# Pfarrhaus (Weiler im Allgäu)

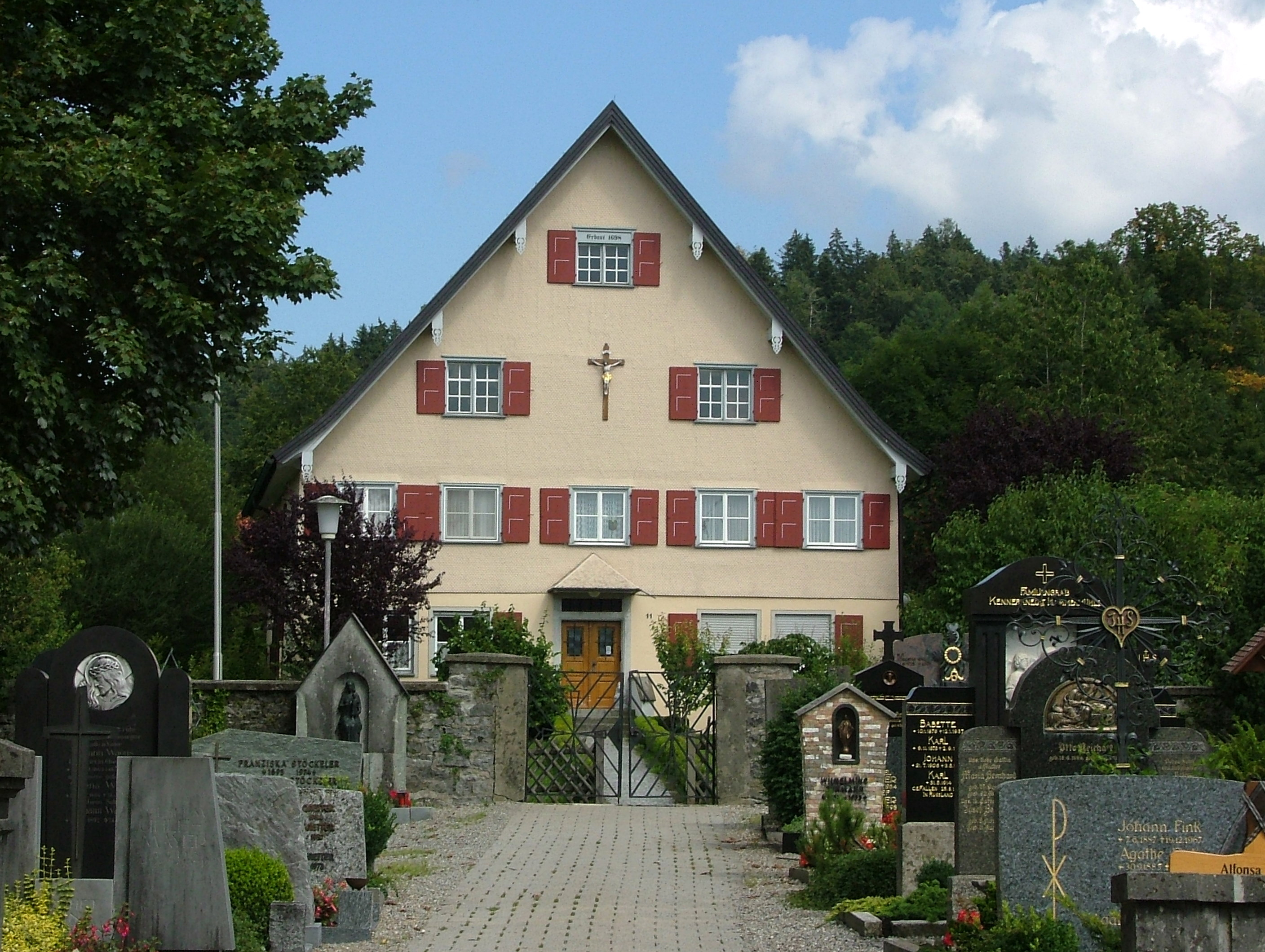
Pfarrhaus in Weiler im Allgäu

Das Pfarrhaus in Weiler im Allgäu, einem Gemeindeteil von Weiler-Simmerberg im schwäbischen Landkreis Lindau in Bayern, wurde im Jahr 1698 errichtet. Das Pfarrhaus an der Schulstraße 11 ist ein geschütztes Baudenkmal.
Der zweigeschossige Satteldachbau entstand im Kern wohl im Jahr 1698 und wurde später verändert. Das Kruzifix stammt vermutlich aus dem 18. Jahrhundert.